# プジョー・306
プジョー・306（Peugeot 306 ）は、フランスのプジョーが1993年から2002年まで生産していた小型車である。

## 概要

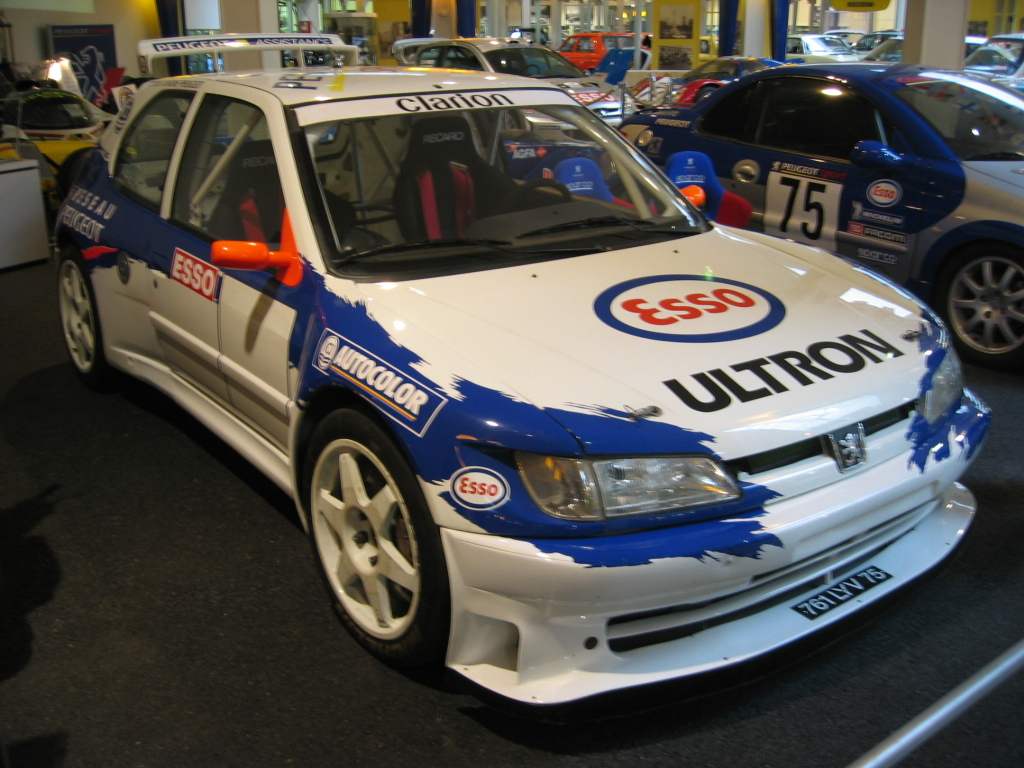
306 MAXI F2キットカー

1993年に欧州市場で3ドア/5ドアハッチバックがデビュー。追加モデルとしてセダンやカブリオレも登場し、後期型にはステーションワゴンのブレークも追加された。
カブリオレは、ピニンファリーナがスタイリングと生産を担当したこともあり、畳んだ幌がシルエットに響かない、イタリア式の収納方法を採用した。
2.0L自然吸気エンジン+前輪駆動のF2キットカーとして開発された306MAXIは1996年と1997年にフランスラリー選手権を連覇。さらに1998年にはWRC（世界ラリー選手権）においてターマックラリーのツール・ド・コルスで2.0Lターボ+四輪駆動のワールドラリーカー勢を破って総合2位を獲得した。
またイギリスでは、農家のアンディ・バートン (英語:Andy Burton)が、チューブラーフレームに306のボディを架装し、オペル・カリブラDTMのコスワース・KF 2.9 V6自然吸気エンジンをミッドシップにマウントした四輪駆動マシンが存在した。

## 日本における販売

### 歴史
日本仕様は当初インチケープ・プジョー・ジャパンが輸入を担当した。

#### N3型
- 1994年2月 - XT、XR (1.8L、5ドア)とXSi（2.0L、3ドア/5ドア）が登場。全車 SOHC、右ハンドル、4速ATの設定で、XSiのみ5速MTも選択可能であった。
  - 6月 -ホットハッチ版の S16（2.0L、3ドア）が追加。5速MTのみの設定。
  - 8月 - ピニンファリーナがデザインと生産を担当したカブリオレが追加。ホイールベースはハッチバックより40mm短くなっている。事実上の205カブリオレの後継モデル。
  - 12月 - XTが2.0Lエンジンになる。
- 1995年3月 - セダンのSR (1.8L) とST (2.0L) が登場。ともに4速ATのみ。
  - 12月 - 廉価版の「スタイル」が登場。3ドアの5速MT（当時の車両本体価格:188.0万円）と、4速ATがラインナップ。運転席エアバッグ、オートエアコン、キーレスエントリー、カセットステレオを装着し、人気を得た。

#### N5型
- 1997年8月 - マイナーチェンジ。スタイルのAT車を除いて全車 DOHC化されるとともにボディを強化し、全長は4.04から4.18mへと延びた。また、フロントマスクの意匠が大幅に変更されたのも特徴である。ラインナップは次の通り。S16は6速MTに変更されたが、N3型に設定されたセダンは日本では導入されなかった。
  - 3ドア - スタイル、XSi (2.0L) 、S16 (2.0L)
  - 5ドア - スタイル、カシミール (2.0L) 、XSi (2.0L)
  - カブリオレ (2.0L)
  - 11月 - ステーションワゴンのブレークが追加される。
- 1998年11月 - スタイルにABS、ボディ同色ドアミラーが標準装備される。
- 1999年8月 - 206が登場した関係で、グレードを大幅に整理。スタイルが「スタイルプレミアム」となり、カシミールが消滅。全体的に上級志向となる。
- 2001年 - 後継車307の登場で、ハッチバックの輸入終了。ブレーク、カブリオレのみ輸入続行。
- 2002年 - ブレーク、カブリオレの輸入終了に伴い、306シリーズの国内販売が終了となる。

## 306マキシ
306マキシ(306 Maxi）は、プジョー・スポールが1995年に306をベースにFIAのF2キットカー規定に沿って開発・製作したターマックに特化したラリーカーである。
306マキシのプロジェクトに関してはプジョー・スポールは研究と開発を行うだけで、エンジン開発はピポ・モチュール、車両の制作とチーム運営はミッシェル・アンジョルラ・スポールが担当した。
306マキシは高性能で265馬力のエンジン出力のバージョン1と、220馬力エンジンを搭載する廉価版のバージョン2が製作された。車両価格はバージョン1が150万フラン（2800万円）で、カスタマー向けのバージョン2は45万フラン（850万円）だった。プジョー・スポールのラリー・マネージャーのジャン=ピエール・ニコラは1997年時点でワークススペックを15台、エンジン出力が230馬力に抑えられたカスタマースペックを25台製作したと語っている。

### 1995年
1994年6月に立ち上げられ、11月に正式にスタートした306マキシのプロジェクトは、1995年3月末には南仏でファビアン・ドーンレンのドライブで初テストを実施した。6月9‐11日開催のフランス・ラリー選手権第3戦 アルザス・ラリーで306マキシはデビューし、ドーンレンのドライビングにより3位でゴールした。しかしプジョー・スポールは306マキシのセッティングをまとめ上げることが出来ず、その後成績は伸び悩んだ。このため306マキシはフランス選手権未勝利で1年目のシーズンを終えた。
2リッター世界選手権（W2L）最終第9戦 サンレモにプジョー・イタリアのディーラーチームが306マキシをエントリーし、これが306マキシの世界選手権デビューとなった。アンドレア・アギーニ、ベルナール・ベガンと世界ラリー選手権（WRC）優勝経験のあるドライバーを2人揃えての参戦だったが、ともにリタイアに終わった。プジョーは1995年のW2Lタイトルを獲得しているが、これはプライベーターの活躍によるものでプジョー・スポールと306マキシの活躍によるものではない。

### 1996年
1996年のプジョー・スポールと306マキシは、W2Lのターマックイベントとフランス選手権を中心に活動した。1996年仕様の306マキシはエンジン出力が260馬力と前年より5馬力上昇したが、前年から課題となっていた低速域でのトルク不足は解決されないままだった。前年から評価の高かったハンドリングは、サスペンションの熟成とフロントセクションの軽量化によってさらに磨きが掛かっていた。
1996年のW2L開幕戦 モンテカルロにはレギュラーのフランソワ・シャトリオとスポットでフランソワ・デルクールが出場したが、そのデルクールがフォード・エスコートRSコスワースを駆るパトリック・ベルナルディーニと優勝争いの末に2位入賞の好成績をあげた。次のW2L参戦は第3戦 ツール・ド・コルスで、プジョーは地元のイベントということもありシャトリオ、ジル・パニッツィ、デルクールの3台をエントリーさせた。しかしメカニカルトラブルとタイヤ選択のミスで自滅によりライバルのルノーに敗れてしまい、最上位はパニッツィの2位、デルクールは4位、シャトリオは6位に終わった。主戦場のフランス選手権では6勝をあげたパニッツィが初のドライバーズタイトルを獲得した。

### 1997年
1997年、306マキシはエボリューション2に進化した。具体的には車両の軽量化、Xトラック製7速シーケンシャルミッションとトラクションコントロールの装備、18インチホイールの採用に伴い可能となったフロントブレーキ・ディスクの大型化とプジョー・905 エボリューション2と同スペックのブレンボ製6ポッドキャリパーの使用などである。エンジンはフランス選手権仕様で275馬力、WRC仕様で290馬力を発揮した。
1997年はWRCとフランス選手権を主戦場とした。WRCは1997年からシーズン前半にラリー・カタルーニャ、ツール・ド・コルスとターマックラリーがカレンダーに並ぶようになったが、プジョーはこの2連戦で目覚ましい活躍を見せた。第5戦 ラリー・カタルーニャではレグ1で パニッツィとデルクールがドライブする306マキシがSS1から5まで連続でベストタイムを記録してWRカーを擁するWRCのワークスチームに衝撃を与えた。その後パニッツィはタイヤのパンクによるロスがありながらも総合3位入賞とF2クラス優勝果たした。一方デルクールはレグ3で失格になった。続く第6戦 ツール・ド・コルスでもパニッツィとデルクールはWRカーと総合優勝を争い、パニッツィは優勝したマクレーから30秒弱の差で2戦連続の3位表彰台を獲得、デルクールも4位でゴールした。前年に続いてルノーとの争いとなったフランス選手権では、マキシ・メガーヌを駆るフィリップ・ブガルスキーを退けパニッツィが連覇を達成した。

### 1998年
1998年、翌年のプジョー・206 WRCのデビューを控えたプジョー・スポールはフランス選手権から撤退しWRCの4戦のみ出場した。306マキシのエンジン出力は約300馬力にまで向上し更に強化されていた。
開幕戦モンテカルロではFWD車には不利となる降雨により順位を上げられず、パニッツィはF2クラスで優勝したものの総合では9位にとどまり、デルクールは総合10位・F2クラス2位、スポット参戦のアドゥルツィロ・ロペスは総合12位・F2クラス4位でゴールした。その後3月13‐14日、パニッツィはスポットでヨーロッパ・ラリー選手権（ERC） 第5戦 エル・コルテ・イングレスに参戦し優勝した。4月20‐22日開催の第5戦 ラリー・カタルーニャではシトロエンにとって2世代目のF2キットカー、シトロエン・クサラ・キットカーがデビュー。ラリーはWRカーとF2キットカーによる激戦になったがシトロエンのフィリップ・ブガルスキーが総合5位でF2クラスを制し、パニッツィが総合6位・F2クラス2位、デルクールは総合8位・F2クラス3位とシトロエンに敗れてしまった。
5月4‐6日開催の第6戦 ツール・ド・コルスでは、デルクールがスバルのコリン・マクレーと優勝争いを繰り広げ総合2位・F2優勝の好成績を残した。パニッツィも総合4位・F2クラス2位のリザルトを残した。第11戦 サンレモは10月12‐14日に行われパニッツィが総合5位・F2クラス優勝でゴールし、306マキシはワークスマシンとしての活動を終えた。
この他、306マキシは各ナショナル選手権でドライバーズ・タイトルを獲得している。イタリア・ラリー選手権では1999・2000年にレナート・トラバリアが、ポルトガル・ラリー選手権でもアドルツィロ・ロペスが1997・1998年に、スイス・ラリー選手権ではシリル・ヘニーが1998年にチャンピオンとなっている。